# ديزي فوينتيس
ديزي فوينتيس  (بالإنجليزية: Daisy Fuentes) (ولدت في 17 نوفمبر 1966) عارضة أزياء ومضيفة تلفزيونية وكوميدية
كوبية مولود الولايات المتحدة الأمريكية. عملت في شبكة إم تي في والشبكات الأخرى كمقدمة في قناة ام تي في (أمريكا اللاتينية) ، وهي سلسلة ثنائية اللغة الإسبانية والإنجليزية التي سلطت الضوء على أحدث ما في هذا النوع من الموسيقى اللاتينية. وشملت أشرطة الفيديو والمقابلات. شارك في المجموعة الأولى من فرسان الفيديو في أمريكا اللاتينية في عام 1993.

## روابط خارجية
- ديزي فوينتيس at the إم تي في (House of Style)
- ديزي فوينتيس على موقع IMDb (الإنجليزية)
- ديزي فوينتيس على موقع ألو سيني (الفرنسية)
- ديزي فوينتيس على موقع أول موفي (الإنجليزية)
- ديزي فوينتيس على موقع إن إن دي بي (الإنجليزية)
- ديزي فوينتيس على موقع قاعدة بيانات الفيلم (الإنجليزية)
- ديزي فوينتيس على موقع كينوبويسك (الروسية)
- "World Poker Tour profile". مؤرشف من الأصل في 2006-11-10. اطلع عليه بتاريخ 2006-02-08. {{استشهاد ويب}}: الوسيط |حالة المسار=unknown غير صالح (مساعدة)

| سبقه إيل ماكفيرسون وناعومي كامبل    | مقدم ملكة جمال الكون فيل سيمز (2002) و بيلي بوش (2003–2004)                    | تبعه بيلي بوش ونانسي اوديل |
| سبقه ديون ساندرز وآلي لاندري        | ملكة جمال الولايات المتحدة مذيع مع بيلي بوش 2003                               | تبعه بيلي بوش ونانسي اوديل |
| سبقه بوب ساجيت                      | مذيعة برنامج أميركاز فانيست هوم فيديوز مع جون فوجيلسانغ (1998–1999)            | تبعه توم بيرجيرون          |
| سبقه أمبير فاليتا وشالوم هارلو      | مذيعة بيت الأناقة 1997–1998                                                    | تبعه ريبيكا رومين          |
| سبقه Arthel Neville and أنجيلا فيسر | ملكة جمال الكون معلق لون 1995                                                  | تبعه مارلا مابلز           |
| سبقه Arthel Neville and لورا هارينج | ملكة جمال الولايات المتحدة معلق لون 1995                                       | تبعه Maty Monfort          |
| سبقه Arthel Neville and كيلي هو     | ملكة جمال مراهقات الولايات المتحدة الأمريكية معلق لون with Jamie Solinger 1994 | تبعه Maty Monfort          |